# 傑尚·泰特
傑尚·泰特（英語：Jae'Sean Tate，1995年10月28日—），美國職業籃球運動員。出生於俄亥俄州托雷多，場上位置為小前鋒或大前鋒，現效力NBA休士頓火箭。